# Liste der Landschaftsschutzgebiete in Leverkusen
Die Liste der Landschaftsschutzgebiete in Leverkusen enthält die Landschaftsschutzgebiete der kreisfreien Stadt Leverkusen in Nordrhein-Westfalen.

## Liste
| Bild           | Nummer        | Bezeichnung des Gebietes                                                      | Fläche in Hektar | WDPA-ID   | Koordinaten | Datum der Verordnung |
| -------------- | ------------- | ----------------------------------------------------------------------------- | ---------------- | --------- | ----------- | -------------------- |
| weitere Bilder | LSG-4907-0001 | LSG Rheinaue                                                                  | 248,78           | 555555348 | Position    | 1987                 |
| weitere Bilder | LSG-4907-0002 | LSG Unteres Tal der Wupper                                                    | 318,37           | 555555349 | Position    | 1987                 |
|                | LSG-4907-0003 | LSG Waldwinkel                                                                | 87,60            | 555555350 | Position    | 1987                 |
|                | LSG-4907-0004 | LSG Grünflächen am Friesenweg, an der Heidehöhe und der Gustav-Freytag-Straße | 28,48            | 555555351 | Position    | 1987                 |
| weitere Bilder | LSG-4907-0005 | LSG Unteres Dhünntal                                                          | 408,41           | 555555352 | Position    | 1987                 |
|                | LSG-4907-0006 | LSG In den Dehlen                                                             | 63,44            | 386368    | Position    | 1987                 |
|                | LSG-4908-0002 | LSG Freiflächen mit Binnendüne nördlich des Dhünnwalder Waldes                | 31,87            | 555555364 | Position    | 1987                 |
| weitere Bilder | LSG-4908-0022 | LSG Murbachtal                                                                | 108,10           | 555555384 | Position    | 1987                 |
| weitere Bilder | LSG-4908-0023 | LSG Ölbachtal und Wiehbachtal                                                 | 403,52           | 555555385 | Position    | 1987                 |
| weitere Bilder | LSG-4908-0025 | LSG Bürgerbusch                                                               | 314,29           | 555555387 | Position    | 1987                 |
|                | LSG-4908-0026 | LSG Ophovener Mühlenbachtal und Driescher Bachtal                             | 76,00            | 555555388 | Position    | 1987                 |
| weitere Bilder | LSG-4908-0027 | LSG Leimbachtal, Lötzelbachtal                                                | 252,21           | 555555389 | Position    | 1987                 |
|                | LSG-4908-0028 | LSG Nördlicher Dhünnwalder Wald                                               | 26,25            | 555555390 | Position    | 1987                 |
|                | LSG-4908-0029 | LSG Köttersbachtal, Hirzenberger Mühlenbachtal                                | 212,48           | 555555391 | Position    | 1987                 |